# Criquebeuf-sur-Seine
Criquebeuf-sur-Seine é uma comuna francesa na região administrativa da Normandia, no departamento de Eure. Estende-se por uma área de 14,7 km². Em 2010 a comuna tinha 1 484 habitantes (densidade: 101 hab./km²).